# Пуйо
Пуйо (исп. Puyo) — город в центральной части Эквадора, административный центр провинции Пастаса. Расположен на высоте 953 м над уровнем моря, на реке Пуйо, в 155 км от столицы страны, города Кито.
По данным переписи 2010 года население Пуйо составляет 24 881 человек. Город основан 12 мая 1899 года. В городке Шелл, в 10 км к северо-западу от Пуйо имеется небольшой аэропорт.